# Mykolaiv (tỉnh)
 Tỉnh Mykolaiv (tiếng Ukraina: Миколаївська область, chuyển tự Mykolayivs’ka oblast’; cũng viết là Mykolaivshchyna - tiếng Ukraina: Миколаївщина) là một tỉnh của Ukraina. 
Tỉnh lỵ đóng ở Mykolayiv. Tỉnh có diện tích 26.598 km2, dân số năm 2006 là 1,21 triệu người.